# Själö kyrka
Själö kyrka (finska: Seilin kirkko) är en träkyrka på Själö i Nagu som byggdes 1733. Kyrkan är idag en museikyrka.
Den första kyrkan på Själö flyttades dit år 1624 från S:t Görans hospital i Åbo.[källa behövs] Under Stora ofreden (1700–1721) förföll kyrkan och revs sedan för att ge plats för en ny och större kyrka. Den nuvarande kyrkan byggdes år 1733 på samma plats där den föregående stått. Kyrkan är en omålad korsformad träkyrka. Sakristian ligger i den norra korsarmen och altaret är vänt mot öst. Den västra delen av långhuset avskiljs av ett skrank. Denna del av kyrkan var ämnad för ”dem som besvärats av smittosamma sjukdomar”, det vill säga de spetälska. Där fanns ett litet altare och en egen ingång som numera är stängd.
De få dekorationer som finns i kyrkan är predikstolen, en 1700-tals målning, grundläggningstavlan, den nuvarande altartavlan som föreställer stormen på Genesarets sjö och är målad av Helge Stén samt votivskeppet som föreställer briggen Agent.
På kyrkogården står klockstapeln och ett kors som restes år 1982 till minnet av de 663 spetälska som dog på Själö. Idag fungerar kyrkan som en museikyrka och är öppen under sommaren. På sommaren ordnas även några gudstjänster i kyrkan.

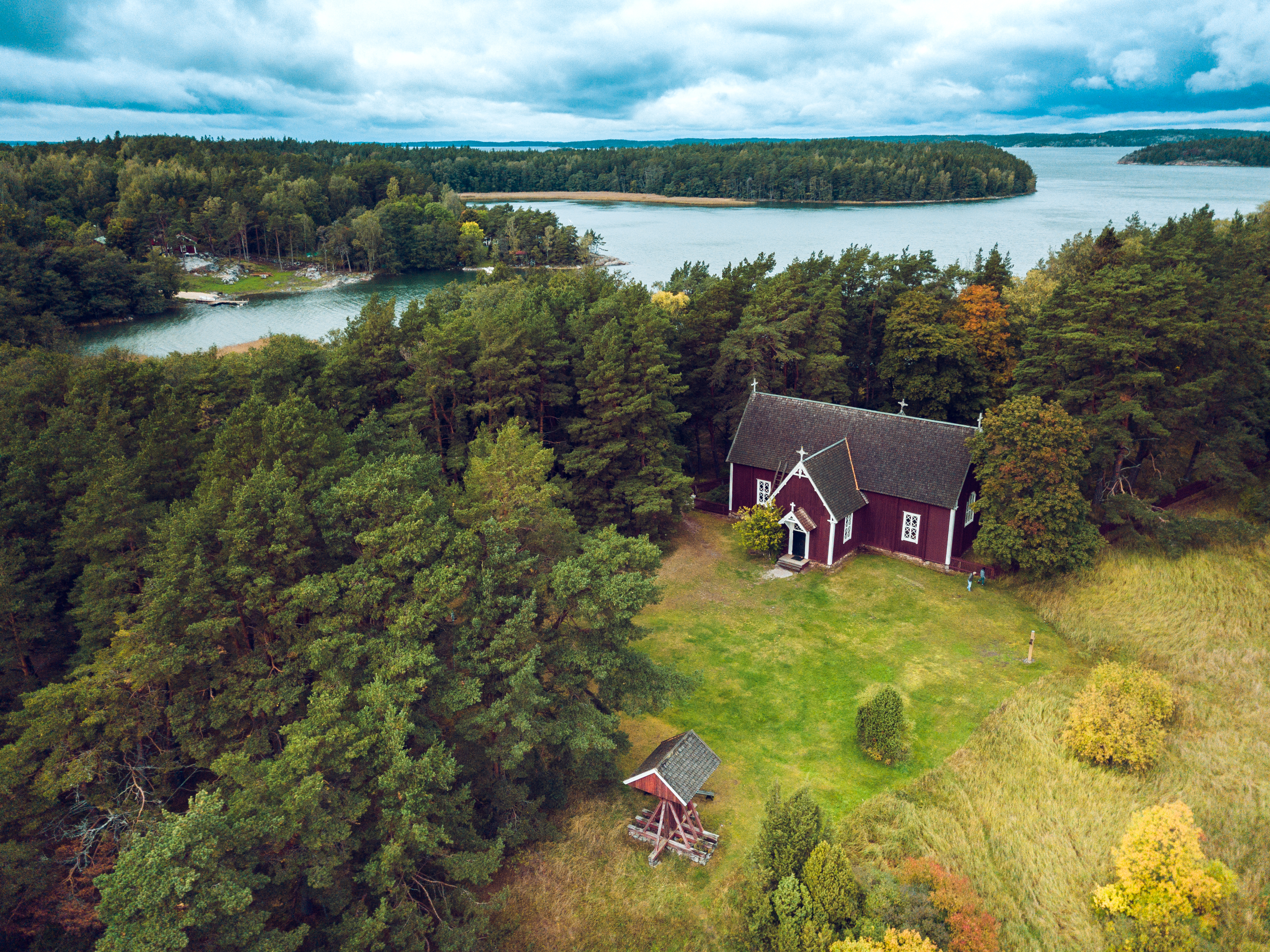
Själö kyrka från luften.
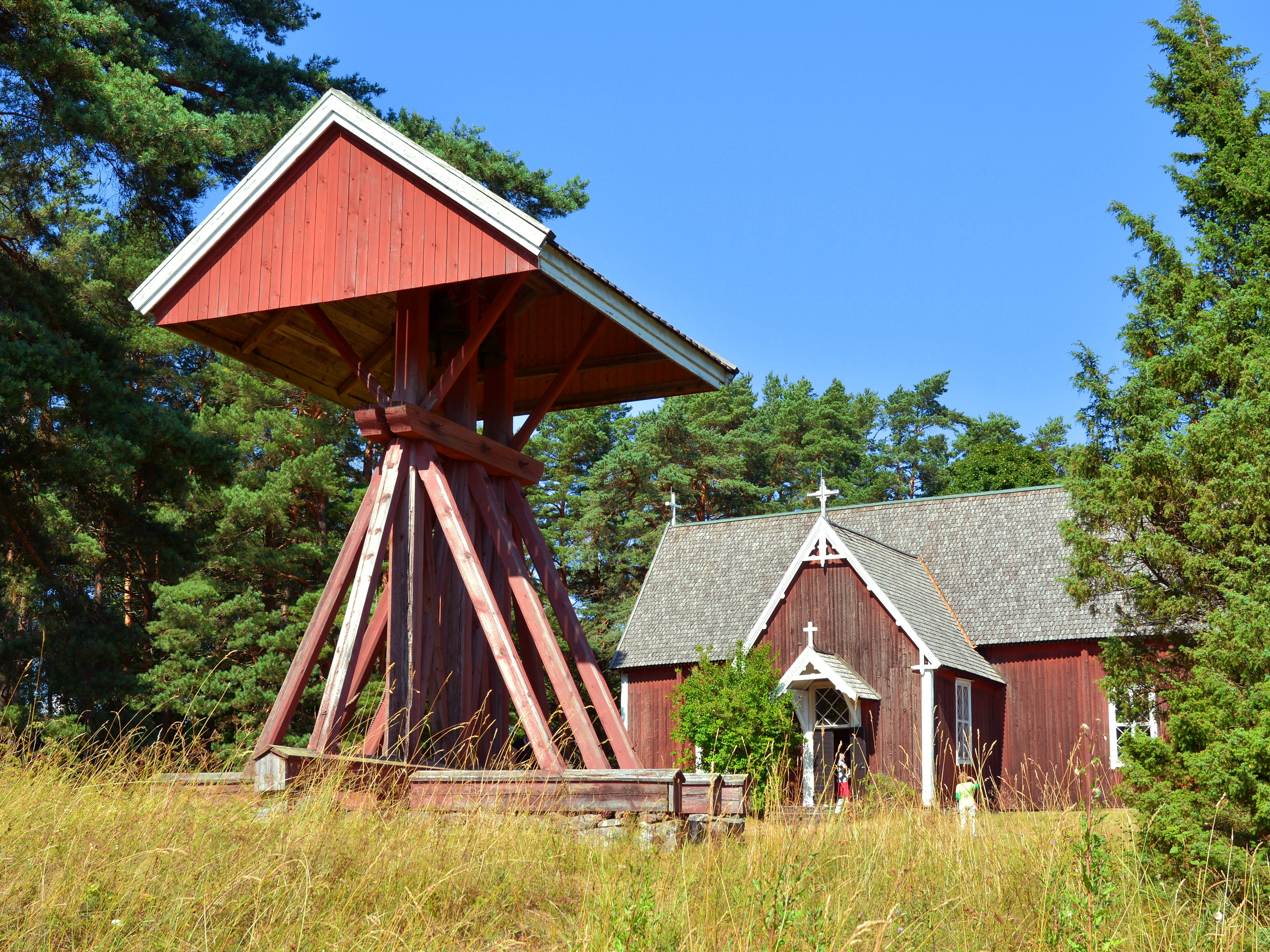
Klockstapeln utanför kyrkan.
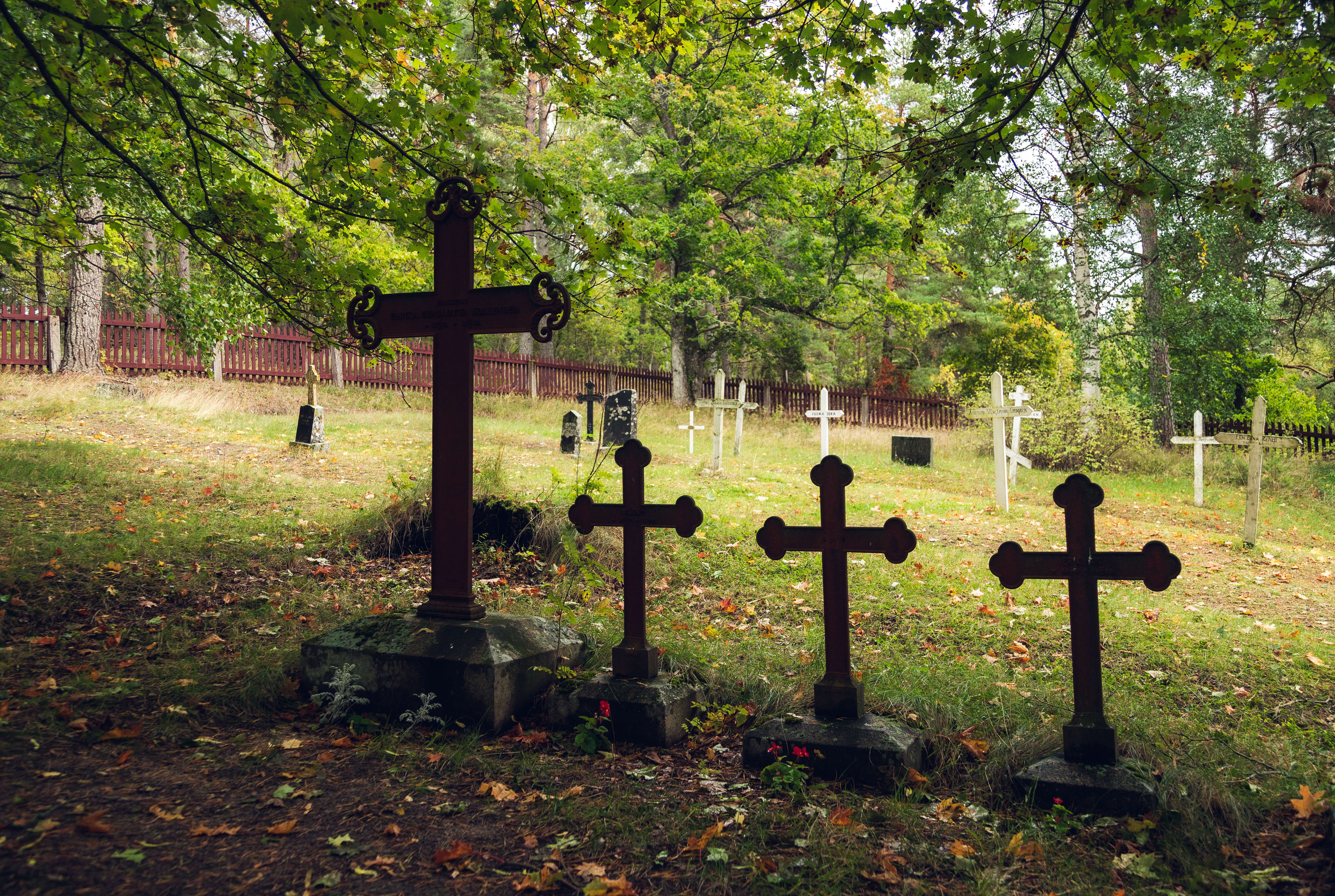
Gravgården vid Själö kyrka.
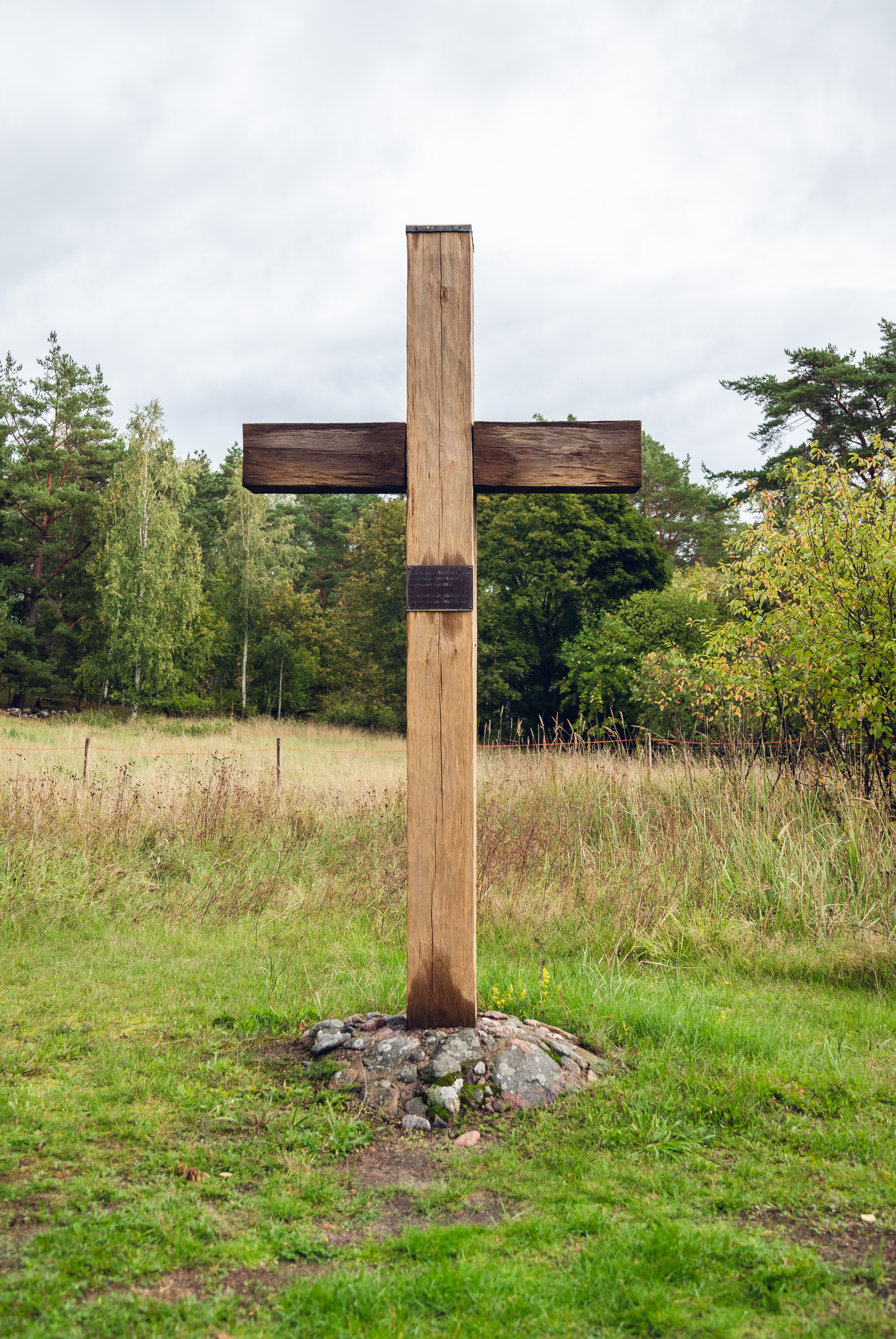
Kors för själöbor.